# Пригоди Дениса Молодцова
«Пригоди Дениса Молодцова» (рос. Приключения Дениса Молодцова) — цикл фантастичних новел російського письменника Василя Головачова, написаний у жанрі космоопера.

## Сюжет
Головний герой — Денис Молодцов, співробітник Аварійної служби порятунку (рос. Аварийная служба спасения) космічних військ РФ. У перших новелах він носить звання майора, у останніх — полковника.
Події відбуваються, як правило, поза межами Землі, — на Плутоні, астероїдах, кометах та інших об'єктах на межі Сонячної системи, а також у відкритому космосі.
Головна тема циклу — контакт людства з ксеноартефактами (термін, запроваджений у творі для позначення об'єктів позаземних цивілізацій).

## Склад циклу новел
- «Помилка в розрахунках» (рос. — «Ошибка в рассчетах») — 2003
- «Запасний вихід» (рос. — «Запасный выход») — 2004
- «Десант на Плутон» (рос. — «Десант на Плутон») — 2004
- «Соло на обірваній струні» (рос. — «Соло на оборванной струне») — 2005
- «Дізнайся свою долю» (рос. — «Узнай свою судьбу») — 2013
- «Сонце мертвих» (рос. — «Солнце мертвых») — 2013